# Svizzera all'Eurovision Song Contest 1961
La Selezione Svizzera per l'Eurofestival 1961 si svolse a Lugano il 6 febbraio 1961.

## Canzoni in ordine di presentazione
| Posizione | Canzone                | Artista          |
|           | Voglio baciarti ancora | Carla Boni       |
|           | Nous deux              | Jo Roland        |
|           | Stop                   | Jo Roland        |
|           | Finalmente             | Anita Traversi   |
|           | Fermé pour la vie      | Franca Di Rienzo |
|           | L'ingresso nei sogni   | Anita Traversi   |
|           | Eine kleine melodie    | Ines Taddio      |
|           | Addio parole d'amore   | Carla Boni       |
| 1.        | Nous aurons demain     | Franca Di Rienzo |